# Tucà de bec castany
El tucà de bec castany (Ramphastos ambiguus swainsonii) és una espècie de tucà que pobla les selves existents entre Hondures i el litoral Pacífic de Colòmbia i l'Equador, fins als 200 msnm.
El mascle aconsegueix en mitjana 56 cm de longitud i un pes de 750 g. La femella, més petita, aconsegueix 52 cm i un pes de 580 g. El plomatge és predominantment negre, amb la gola groga i una banda vermella en el pit.